# Бічештій-де-Сус
Бічештій-де-Сус (рум. Biceștii de Sus) — село у повіті Вранча в Румунії. Входить до складу комуни Думітрешть.
Село розташоване на відстані 141 км на північний схід від Бухареста, 25 км на південний захід від Фокшан, 87 км на захід від Галаца, 102 км на схід від Брашова.

## Населення
За даними перепису населення 2002 року у селі проживала 651 особа, усі — румуни. Усі жителі села рідною мовою назвали румунську.